# Uridina difosfato
La uridina difosfato, abreviada UDP, es un tipo de nucleótido. Se trata de un éster del ácido pirofosfórico con el nucleósido uridina. UDP consta del grupo pirofosfato , la pentosa ribosa, y la nucleobase uracilo.